# Xenorhipis brendeli
Xenorhipis brendeli är en skalbaggsart som beskrevs av Leconte 1866. Xenorhipis brendeli ingår i släktet Xenorhipis och familjen praktbaggar. Inga underarter finns listade i Catalogue of Life.